# Royal Saudi Land Forces
Die Royal Saudi Land Forces (arabisch القوات البرية الملكية السعودية, DMG al-Quwwāt al-barriyya al-malakiyya as-saʿūdiyya; kurz: RSLF) sind die  Landstreitkräfte des Königreichs Saudi-Arabiens. Das Heer gehört zu den Streitkräften Saudi-Arabiens und hat eine Personalstärke von 75.000 Soldaten. Derzeitiger Kommandeur ist der Generalleutnant Fahd bin Abdullah Al-Mutair.

## Übersicht
Das Heer gliedert sich in vier Panzerbrigaden, fünf Brigaden Mechanisierte Infanterie, zwei leichte Infanteriebrigaden, eine Luftlandebrigade, zwei Garden (Al-Saif Al-Ajrab Brigade und ein Regiment königliche Garde), drei Artilleriebrigaden und drei Heeresfliegergruppen.

## Ausrüstung
Das saudische Heer verfügt über folgende Fahrzeuge, Waffensysteme und Luftfahrzeuge:

### Fahrzeuge

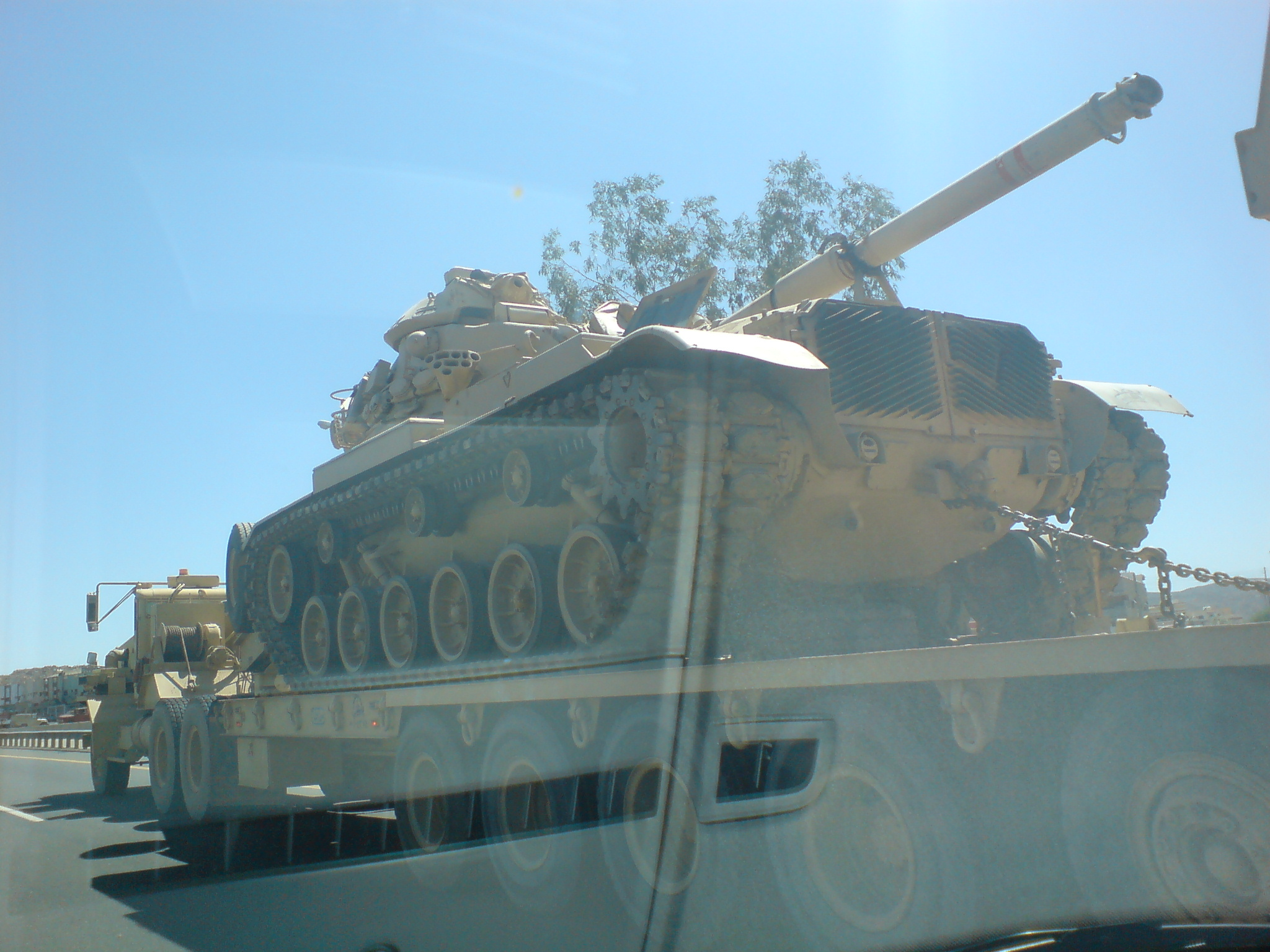
Saudischer M60 Kampfpanzer

| Typ                        | Herkunft               | Funktion                                  | Version          | Anzahl    | Anmerkungen                  |
| -------------------------- | ---------------------- | ----------------------------------------- | ---------------- | --------- | ---------------------------- |
| AMX-30                     | Frankreich             | Kampfpanzer Bergepanzer Brückenlegepanzer | AMX-30 AMX-30D ? | 140 55 10 |                              |
| M1 Abrams                  | Vereinigte Staaten     | Kampfpanzer                               | A2 A2S           | ca. 450   |                              |
| M60                        | Vereinigte Staaten     | Kampfpanzer                               | A3               | ca. 370   |                              |
| Panhard AML                | Frankreich             | Spähpanzer                                | AML-60 AML-90    | 300       |                              |
| AMX-10P                    | Frankreich             | Schützenpanzer                            |                  | 380       |                              |
| M2 Bradley                 | Vereinigte Staaten     | Schützenpanzer                            | M2A2             | 380       |                              |
| Véhicule de l’avant blindé | Frankreich             | Schützenpanzer                            | Mk III           | 34        |                              |
| M113                       | Vereinigte Staaten     | Mannschaftstransporter                    | A4               | 1190      |                              |
| Panhard M3 VTT             | Frankreich             | Mannschaftstransporter                    |                  | 150       |                              |
| Al-Fahd                    | Saudi-Arabien          | Mannschaftstransporter                    |                  |           | ca. 40 Exemplare eingelagert |
| Didgori                    | Georgien               | Mehrzweckfahrzeug                         |                  | 100       |                              |
| Oshkosh M-ATV              | Vereinigte Staaten     | Mehrzweckfahrzeug                         |                  | 1000+     |                              |
| Al-Shibl 2                 | Saudi-Arabien          | Mehrzweckfahrzeug                         |                  |           |                              |
| Sherpa Light               | Frankreich             | Mehrzweckfahrzeug                         | Scout            | 100       |                              |
| Gurkha LAPV                | Kanada                 | Mehrzweckfahrzeug                         |                  |           |                              |
| M728                       | Vereinigte Staaten     | Pionierpanzer                             |                  | 15        |                              |
| ACV                        | Vereinigte Staaten     | Bergepanzer                               | ARV              | 8         |                              |
| AMX-10EHC                  | Frankreich             | Bergepanzer                               |                  |           |                              |
| Leclerc                    | Frankreich             | Bergepanzer                               | ARV              |           |                              |
| Bergepanzer 1              | Vereinigte Staaten     | Bergepanzer                               | A1               | 122       |                              |
| M578                       | Vereinigte Staaten     | Bergepanzer                               |                  | 90        |                              |
| Aardvark JSFU              | Vereinigtes Königreich | Minenräumpanzer                           |                  |           |                              |
| Fuchs                      | Deutschland            | ABC-Abwehrfahrzeug                        |                  | 10        |                              |

### Artillerie

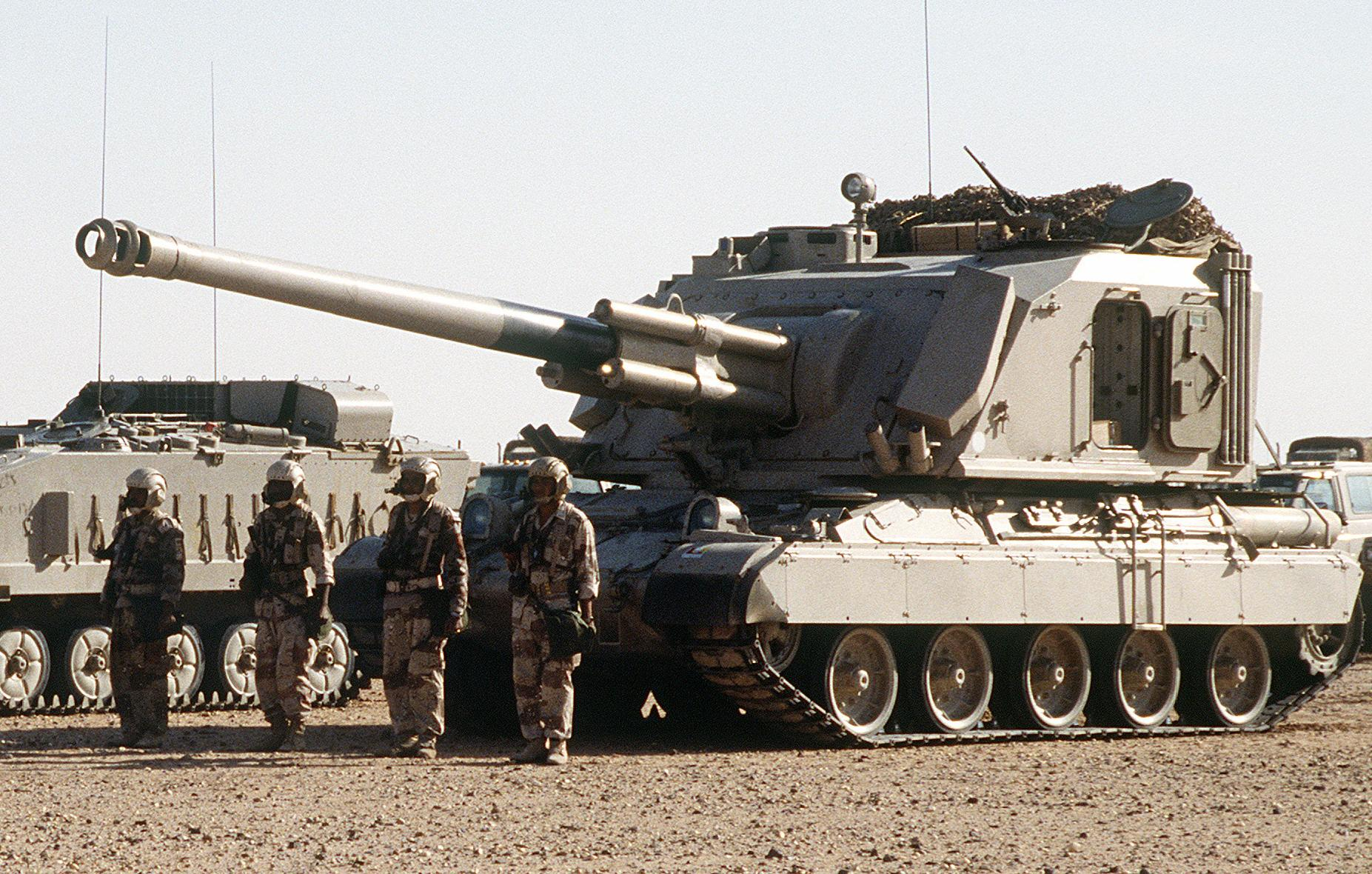
Saudischer AuF1

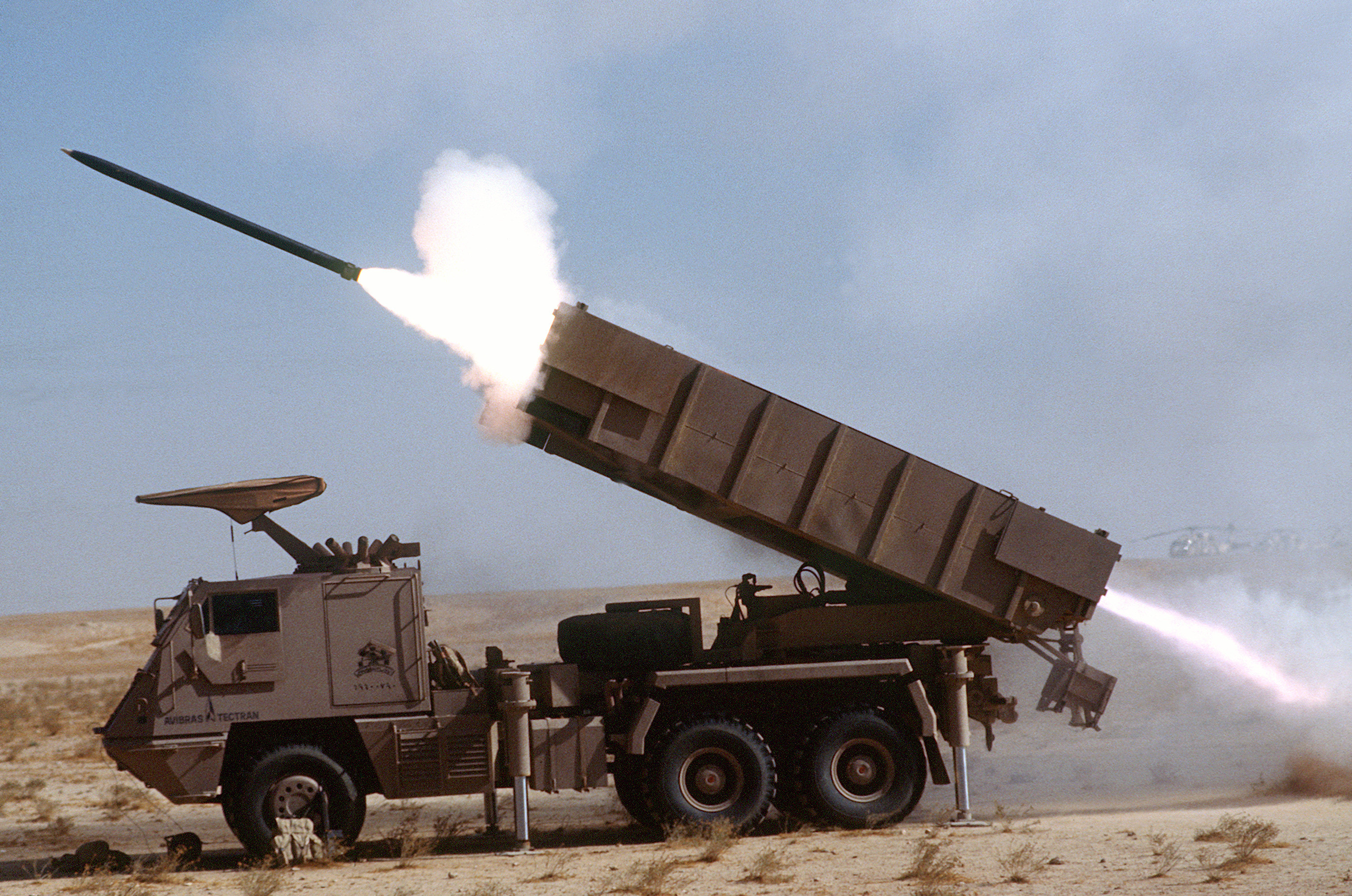
ASTROS II des saudischen Heeres

| Typ            | Herkunft            | Kaliber | Funktion         | Version | Anzahl | Anmerkungen               |
| -------------- | ------------------- | ------- | ---------------- | ------- | ------ | ------------------------- |
| AMX-30 AuF1    | Frankreich          | 155 mm  | Panzerartillerie |         | 60     |                           |
| M109           | Vereinigte Staaten  | 155 mm  | Panzerartillerie | A1B A2  | 110    |                           |
| PLZ-45         | Volksrepublik China | 155 mm  | Panzerartillerie |         | 54     |                           |
| 2R2M           | Vereinigte Staaten  | 120 mm  | Panzermörser     |         |        |                           |
| GIAT LG1       | Frankreich          | 105 mm  | Haubitze         |         | 62     |                           |
| M101 M102      | Vereinigte Staaten  | 105 mm  | Haubitze         |         |        | 100 Exemplare eingelagert |
| M114           | Vereinigte Staaten  | 155 mm  | Haubitze         |         | 50     |                           |
| M198           | Vereinigte Staaten  | 155 mm  | Haubitze         |         | 60     |                           |
| M115           | Vereinigte Staaten  | 203 mm  | Haubitze         |         |        | 8 Exemplare eingelagert   |
| ASTROS II      | Brasilien           | 127 mm  | Raketenwerfer    | Mk III  | 60     |                           |
| TOS-1          | Russland            | 220 mm  | Raketenwerfer    | A       | 10     |                           |
| M30            | Vereinigte Staaten  | 107 mm  | Mörser           |         | 150    |                           |
| Thomson-Brandt | Frankreich          | 120 mm  | Mörser           |         | 110    |                           |
| M12-1535       | Österreich          | 120 mm  | Mörser           |         | 37     |                           |

### Panzer- und Flugabwehr
| Typ            | Herkunft               | Funktion                | Version | Anzahl | Anmerkungen                           |
| -------------- | ---------------------- | ----------------------- | ------- | ------ | ------------------------------------- |
| AMX/HOT        | Frankreich             | Panzerabwehrfahrzeug    |         | 90+    |                                       |
| VCC-1 ITOW     | Italien                | Panzerabwehrfahrzeug    |         | 200    |                                       |
| MILAN          | Frankreich Deutschland | Panzerabwehrlenkwaffe   |         |        | Montiert auf Oshkosh M-ATV Fahrzeugen |
| RK-3 Corsar    | Ukraine                | Panzerabwehrlenkwaffe   |         |        | berichtet                             |
| Luch Skif      | Ukraine                | Panzerabwehrlenkwaffe   |         |        | berichtet                             |
| Stugna-P       | Ukraine                | Panzerabwehrlenkwaffe   |         |        | berichtet                             |
| BGM-71 TOW     | Vereinigte Staaten     | Panzerabwehrlenkwaffe   | TOW-2A  |        |                                       |
| AT-1K Raybolt  | Südkorea               | MANPADS                 |         |        |                                       |
| Crotale        | Frankreich             | Flugabwehrraketensystem |         |        |                                       |
| FIM-92 Stinger | Vereinigte Staaten     | Flugabwehrrakete        |         |        |                                       |

### Luftfahrzeuge

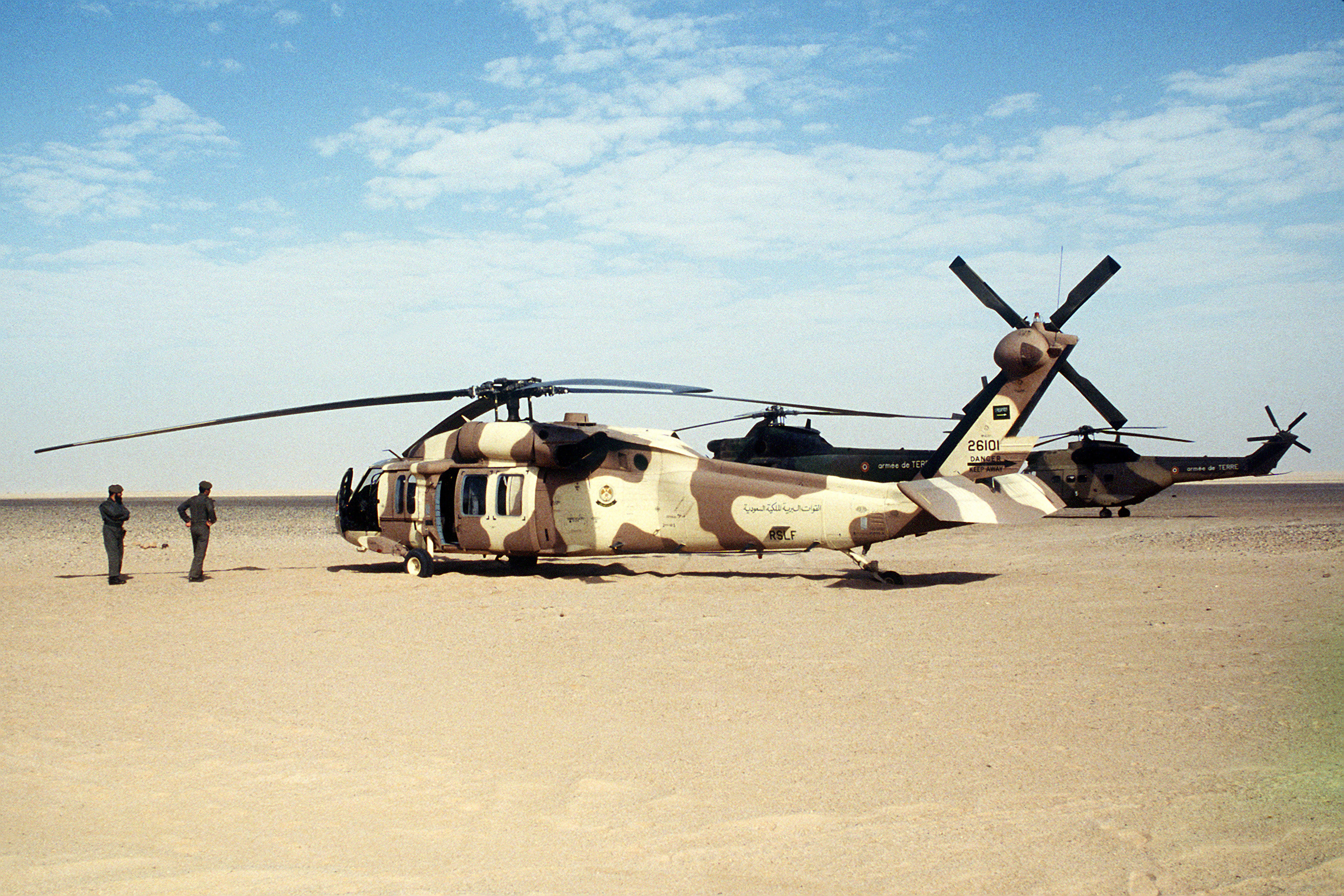
Saudischer S-70 Transporthubschrauber

| Typ                 | Herkunft           | Funktion              | Version                  | Anzahl | Bestellt | Anmerkungen        |
| ------------------- | ------------------ | --------------------- | ------------------------ | ------ | -------- | ------------------ |
| Boeing AH-64        | Vereinigte Staaten | Kampfhubschrauber     | A D E                    | 22     | 25       |                    |
| Bell OH-58          | Vereinigte Staaten | Kampfhubschrauber     |                          | 15     |          |                    |
| Boeing-Vertol CH-47 | Vereinigte Staaten | Transporthubschrauber | F                        |        | 8        | Weitere 40 geplant |
| Sikorsky UH-60      | Vereinigte Staaten | Transporthubschrauber | S-70 S-70i UH-60L UH-60M | 43     | 9        | Weitere 48 geplant |